# Berechtsamsurkunde
Die Berechtsamsurkunde ist ein bergrechtliches Dokument, das einem Bergbautreibenden bei der Verleihung von Bergwerkseigentum überreicht wird. Sie besteht aus der Urkunde über die Verleihung, die sogenannte Verleihungsurkunde, und einer Ausfertigung des Lagerisses.

## Formalitäten
Erst wenn die Entscheidung über die Verleihung von Bergwerkseigentum unanfechtbar geworden ist, darf die Berechtsamsurkunde dem Antragsteller zugestellt werden. Durch die Zustellung der Berechtsamsurkunde entsteht das vom Antragsteller beantragte Bergwerkseigentum. Die Verleihungsurkunde muss gemäß Bundesberggesetz § 17 folgende Angaben enthalten:
1. Namen und Wohnort des Bergwerkseigentümers (Berechtigten)
2. Namen des Bergwerkseigentums
3. genaue Angabe der Größe und Begrenzung des Bergwerksfeldes unter Verweis auf den Lageriß
4. Namen der Gemeinden, in denen das Bergwerkseigentum liegt
5. Bezeichnung der Bodenschätze, für die das Bergwerkseigentum gilt
6. Datum der Urkunde sowie Siegel und Unterschrift

Galt für den Bereich des Bergwerksfeldes zuvor eine bergrechtliche Bewilligung, erlischt diese mit der Entstehung des Bergwerkseigentums. Das Grundbuchamt wird von der zuständigen Bergbehörde ersucht, das entstandene Bergwerkseigentum in das Grundbuch einzutragen. Hierfür wird eine beglaubigte Abschrift der Berechtsamsurkunde dem Antrag beigefügt.